# Basel Sinfonietta
Die Basel Sinfonietta ist ein Schweizer Orchester für zeitgenössische Musik. Es wurde im Jahr 1980 in Basel von jungen Musikerinnen und Musikern mit dem Ziel ins Leben gerufen, Neue Musik sowie experimentelle Werke dem Publikum in neuen Zusammenhängen zu vermitteln.

## Organisation und Selbstbestimmung
1980 von jungen Musikerinnen und Musikern gegründet, ist das Orchester als Verein organisiert und funktioniert nach dem Modell der Selbstverwaltung. Im Jahr 2021 umfasste das Orchester rund 80 Mitglieder. In enger Zusammenarbeit mit der Geschäftsleitung sind der Orchestervorstand und die Programmkommission, beide aus Orchestermitgliedern bestehend, für die programmatische und strategische Planung des Orchesters verantwortlich. Diese Organisationsstruktur bietet den Musikerinnen und Musikern Mitsprachemöglichkeit in künstlerischen sowie organisatorischen Fragen.

## Projekte
Interdisziplinarität ist eine Aufgabe der Basel Sinfonietta. In seiner Geschichte realisierte das Orchester Produktionen mit Jazz, Tanz und Performance sowie zahlreiche Stummfilm- und Multimediaprojekte. Die Basel Sinfonietta hat bislang über 150 Uraufführungen und Schweizer Erstaufführungen realisiert.
Bis 2016 hatte die Basel Sinfonietta keinen Chefdirigenten. Für ihre Projekte verpflichtete die Basel Sinfonietta Gastdirigenten wie Stefan Asbury, Fabrice Bollon, Mark Fitz-Gerald, Emilio Pomàrico, Steven Sloane oder Jonathan Stockhammer. Ab der Saison 2016/2017 engagierte das Orchester den Dirigenten Baldur Brönnimann als Chefdirigent. Im Jahr 2018 wurde die Zusammenarbeit mit Brönnimann bis zur Saison 2021/2022 verlängert. Ab der Saison 2023/2024 folgt auf Brönnimann Titus Engel als Principal Conductor.
Die Basel Sinfonietta erarbeitet jährlich fünf bis sechs Eigenproduktionen, die sie als Konzertveranstalterin in Zusammenarbeit mit lokalen Veranstaltern in der Schweiz wie auch im benachbarten Ausland aufführt. So ist das Orchester bereits an der Biennale di Venezia, den Tagen für Neue Musik Zürich, den ISCM World New Music Days (den Weltmusiktagen der Internationalen Gesellschaft für Neue Musik), den Internationalen Ferienkursen für Neue Musik Darmstadt, den Kunstfestspielen Herrenhausen, am Festival d’Automne Paris, am Kunstfest Weimar sowie mehrmals am Lucerne Festival zu Gast gewesen.

## Finanzierung
Das Budget der Basel Sinfonietta beträgt ca. 2 Millionen Schweizer Franken. Davon sind 700'000 Schweizer Franken kantonale Subventionen und Gemeindegelder; 300'000 Schweizer Franken Sponsoren-, Stiftungs- und Gönnergelder sowie Mitgliederbeiträge des Fördervereins.

## Uraufführungen (Auswahl)
- 1995: Maria de Alvear (* 1960): Sexo –  Zeremonie für Stimme, Violine und Orchester (1991)
- 2001: Chaya Czernowin: Shu Hai
- 2002: Thomas Mejer: sulphur für Koch-Schütz-Studer und Sinfonieorchester
- 2002: Dieter Ammann: Core mit Bezügen zu Aufnahmen von Koch-Schütz-Studer
- 2002: George Lopez: Hin zur Flamme – Aktion für Orchester, räumliche Lichtgestaltung und Objekte
- 2003: Rudolf Kelterborn: Großes Relief – orchestrale Musik in 5 Teilen und einigen Bruchstücken
- 2004: Wolfgang Rihm: Rainer Maria Rilke-Lieder, UA der Neuinstrumentierung für Tenor und Orchester
- 2004: Daniel Glaus: Sephiroth-Symphonien
- 2006: Johannes Schöllhorn: Schlagzeugkonzert
- 2007: Georg Friedrich Haas: Klavierkonzert
- 2007: Daniel Ott: hafenbecken I & II: Konzertinstallation für Orchester, Architektur, Licht, Schiff, Eisenbahn und Containerkran
- 2008: Laurent Mettraux: Der Tod auf einem fahlen Pferd
- 2008: Helena Winkelman: Vers l’ouvert
- 2008: Andrea Lorenzo Scartazzini: Siegel
- 2009: Faraj Karajew: Konzert für Violine und Orchester
- 2009: Urs Peter Schneider: Dies III
- 2009: Martin Jaggi: Moloch
- 2010: Hermann Meier: Stück für grosses Orchester (1960) / Stück für Orchester für Werner Heisenberg (1968)
- 2012: Varhan Bauer (* 1969): Filmmusik zum Stummfilm La Chute de la Maison Usher (Regie: Jean Epstein)
- 2012: Thomas Amann (* 1978): Les Jeux/Les Poupées für Orchester (2011)
- 2011: Andrea Lorenzo Scartazzini (* 1971): Viaggiatori
- 2011: Christian Wolff: Spring Two
- 2011: James Saunders: things whole and not whole
- 2011: Michael Parsons, Paraphrase for Orchestra
- 2011: Tim Parkinson: Orchestra Piece
- 2011: Jürg Frey: L’ouange de l’eau, louange de la lumière
- 2016: Elia Rediger/William Britelle: Oh Albert[4]

## Auftragswerke
2008: Andrea Lorenzo Scartazzini: Siegel, 2008: Helena Winkelman: Vers l’ouvert, 2008: Georg Friedrich Haas: Klavierkonzert, 2008: Laurent Mettraux: Der Tod auf einem fahlen Pferd, 2001: Michael Gordon: Decasia (Auftragswerk des Europäischen Musikmonats und der basel sinfonietta), 2001: Carola Bauckholt: Atemlos (Auftragswerk des Europäischen Musikmonats), 2000/01: Mela Meierhans: différance I–V Composer in Residence der Konzertsaison, 1999: Mathias Rüegg: Naima’s Dream (Auftragswerk der basel sinfonietta), 1997: Balz Trümpy: Helios (Auftragswerk), 1995: Maria de Alvear: SEXO (Auftragswerk)

## Einzelbelege
1. ↑  Das selbstverwaltete Orchester holt sich einen Chefdirigenten in: TagesWoche, 22. Januar 2016.
2. ↑  Basel Sinfonietta verlängert die Zusammenarbeit mit Baldur Brönnimann bis und mit Saison 2021/22 auf barfi.ch, 15. Mai 2018.
3. ↑  Basel Sinfonietta verpflichtet Titus Engel (Memento des Originals vom 16. Dezember 2021 im Internet Archive)  Info: Der Archivlink wurde automatisch eingesetzt und noch nicht geprüft. Bitte prüfe Original- und Archivlink gemäß Anleitung und entferne dann diesen Hinweis. auf musikzeitung.ch
4. ↑  Basel Sinfonietta:  «Oh Albert» (Memento vom 8. Oktober 2016 im Internet Archive), Uraufführungen am 6., 7. und 8. Oktober 2016.